# Joe Jackson

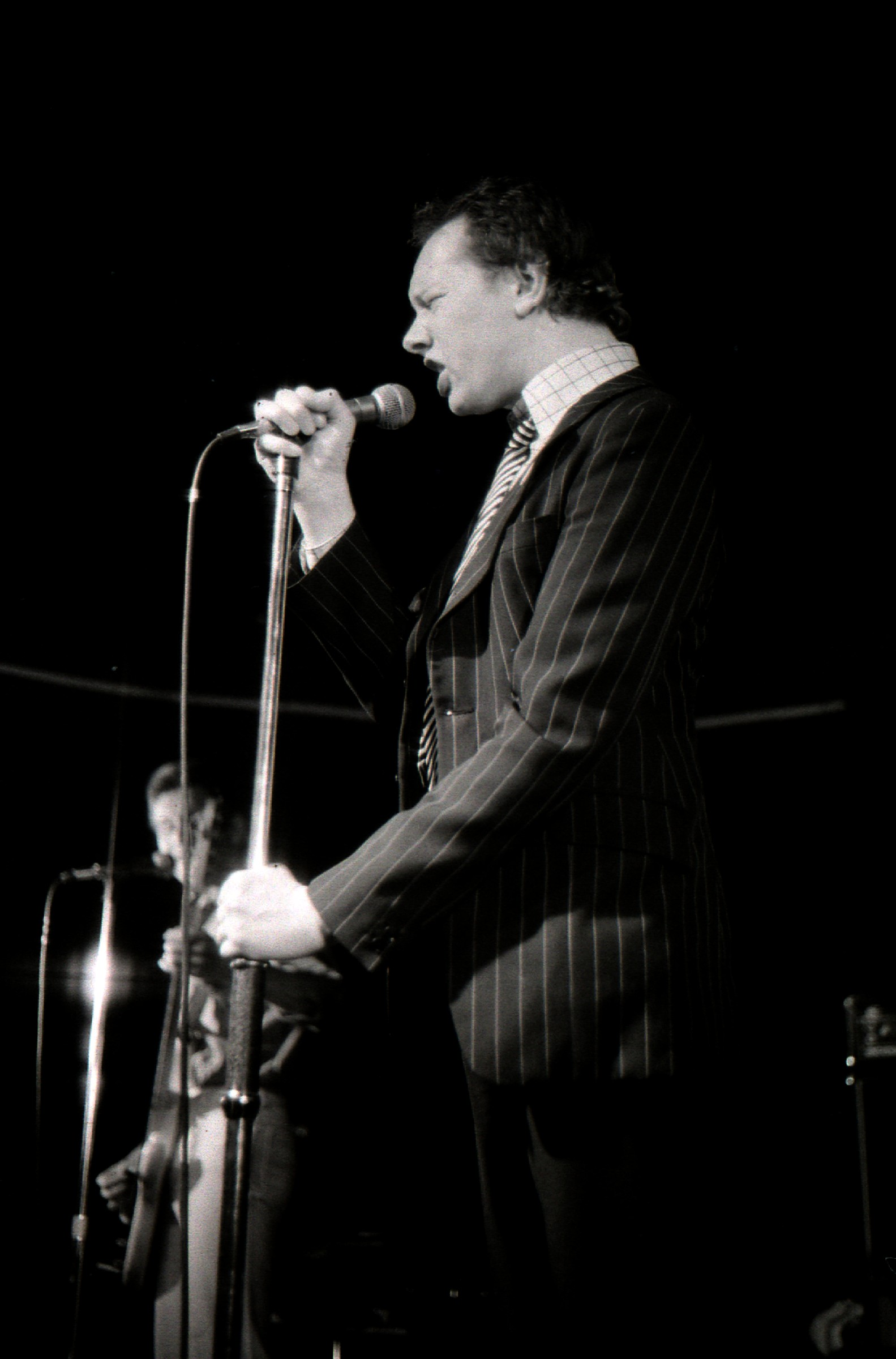
Jackson in de El Mocambo, Toronto, 21 mei 1979

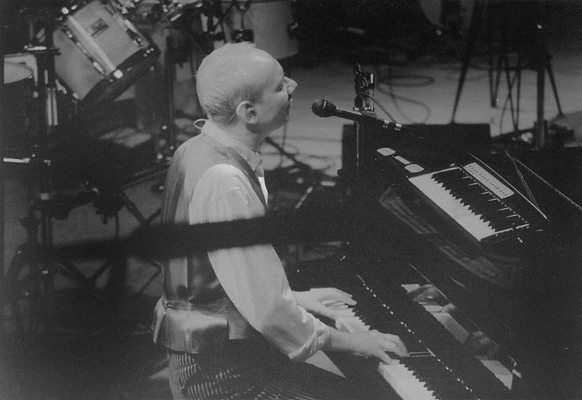
Joe Jackson aan de piano

Joe Jackson (geboren als David Ian Jackson in Burton upon Trent, 11 augustus 1954) is een Brits muzikant.

## Biografie
Jackson begon op jonge leeftijd viool te spelen, maar stapte al snel over naar de piano. Vanaf zijn 16e deed hij regelmatig optredens in bars en hij kreeg een studiebeurs voor de Koninklijke Muziekacademie in Londen, waar Annie Lennox (Eurythmics) en Simon Rattle studiegenoten waren.
Maar het vooruitzicht om een serieuze componist te worden, trok hem niet aan en hij stapte de popwereld in met zijn band Arms and Legs, waarvan hij overigens niet de zanger was. De band viel na twee niet succesvolle singles uit elkaar. Hierna speelde hij een tijd in theaters en nam een aantal demo's op. In 1978 kreeg hij een contract bij A&M Records.
Vrijwel onmiddellijk wordt het album Look Sharp! opgenomen en in 1979 uitgebracht. Met in het zelfde jaar zijn tweede album I'm the man en in 1980 vlak voor zijn Pinkpop-optreden het derde album Beat Crazy. De Joe Jackson band was erg succesvol en toerde veel. Maar ook deze band viel uit elkaar en Joe deed een stap terug uit de wereld van pop en rock en nam een album vol oude jazz en swingnummers op: Jumpin' Jive.
Nadat hij verhuisd was naar New York speelde hij met de gedachte om een "popalbum" te maken zonder het gebruik van een gitaar. Iedereen verklaarde hem voor gek. Voordien was de gitaar hét instrument van de pop/rock. Zijn album Night and Day is een groot succes (1982). Het gaat over het leven in New York (later zal hij dit nogmaals doen met Night and Day II). Het album geeft een goed beeld van de diverse muziekstijlen uit de multiculturele samenleving van de Big Apple.
Steeds meer probeert Joe Jackson de klassieke en symfonische kant op te gaan. Symphony No. 1 is een poging van Jackson om een instrumentaal album te maken. Eerder probeerde hij dit al met het klassieke album Will Power. Dit werd geen succes. Ook combineerde hij al eerder klassiek met lichte muziek als met de albums Night Music (1994) en Heaven and Hell (1999). De laatste leek het meest gewaardeerd door het publiek. Symphony No. 1 werd in 2001 bekroond met een Grammy Award voor Best Pop Instrumental Album. Het was onder andere zo geslaagd doordat beroemde musici als gitarist Steve Vai eraan meewerkten. Vai werkte aan dit album mee omdat Jackson een gitaarsolo had geschreven die niet uitvoerbaar leek te zijn. Het was voor Vai een uitdaging om deze compositie toch uit te voeren. Jackson zelf speelt geen gitaar en heeft eigenlijk ook helemaal niets met het instrument, getuige ook zijn uitspraak voor het album Night and Day "Hoezo kun je geen popalbum maken zonder het gebruik van een gitaar? Natuurlijk kan dat".
Joe Jackson slaagde er met Symphony No. 1 ook in vier stukken een geheel te laten vormen. Het album heeft wel de klassieke vorm van vier delen, maar toch onderscheidt deze symfonie zich van andere symfonieën door de uitvoering. Zoals Jackson zelf in de liner notes zegt: "on the eve of the 21st century, a piece which was symphonic in structure surely didn't have to be written for a 19th-century orchestra to qualify as a symphony."
In 2003 komt de Jackson-band na jaren weer bijeen en neemt de cd Volume 4 op (het is het vierde album van de Joe Jackson band in deze formatie), gevolgd door een wereldwijde tour. Het album Afterlife ontstaat tijdens deze tour. Van het album Afterlife zijn in Nederland twee versies op de markt, de internationale versie, maar ook een op de Nederlandse markt gerichte versie, waaraan een groot deel van het concert gegeven in de Heineken Music Hall op 30 mei 2003 is toegevoegd.
Joe Jackson heeft zich in het verleden gemengd in het anti-rook-debat, als tegenstander van het verbod op roken (m.n. in New York). Wat zich in 2004 ook uitte in de single "In 20-0-3". Deze song is alleen als CD-single verkrijgbaar geweest en (nog) niet aanwezig op een (verzamel) album.
In 2005 publiceerde hij het pamflet The Smoking Issue en in 2007 de verhandeling Smoke, Lies and the Nanny State.
Tot grote ergernis van Jackson is het leeuwendeel van zijn omvangrijke catalogus niet meer verkrijgbaar. We spreken hier over het deel dat hij heeft opgenomen voor A&M. Gekocht door PolyGram en later in handen gekomen van Universal. Met name deze maatschappij heeft een vloed van "verzamelalbums / Greatest Hits" uitgebracht inclusief nummers die Jackson nooit op cd wilde hebben. Zoals bijvoorbeeld The Harder They Come, een nummer van Jimmy Cliff. Het album Mike's Murder is wel op lp (1983) verschenen, echter nooit officieel op cd. Bij een speciaal voor V&D gemaakte compilatie zit dit album er als "bonus cd" bij.
In 2005 heeft Jackson een serie concerten gegeven in de Verenigde Staten en Europa, waaronder een tweetal in het nieuwe Carré in Amsterdam. Samen met strijkkwartet Ethel en de zanger/producer/componist Todd Rundgren. Ieder van de deelnemers speelde een eigen set, waarna men gezamenlijk terugkwam voor een toegift. Nieuw in deze reeks optredens was derhalve dat Joe Jackson een soloset speelde. Tijdens deze optredens speelde hij onder meer een nieuw, nog niet eerder uitgebracht nummer, Citizen Sane genoemd.
In 2006 is vervolgens een nieuwe reeks concerten gestart onder de naam Joe Jackson Trio, waarbij Jackson samen met zijn oude maten Graham Maby en Dave Houghton opnieuw door de VS en Europa is gaan toeren. In het voorjaar van 2007 deed het trio een aantal kleine zalen in Nederland aan.
Het eerder genoemde Citizen Sane (maar nu in Trio-format) en een aantal andere nieuwe nummers werden tijdens deze tour gespeeld. Ook het oudere, nog ongepubliceerde Drunk Song, dat Jackson in 1999 al eens had gespeeld tijdens de "Just For The Hell Of It" sessies, beleefde tijdens deze tournee een revival. Jackson is in het najaar van 2007 met het trio de studio ingegaan voor de opname van een nieuwe cd, Rain, die begin 2008 uitkwam.
Hoewel Jackson zelfverzekerd en rustig overkomt is hij toch vaak onzeker en verlegen en weet hij vaak niet of het publiek werkelijk zo enthousiast is. Ook gaat het verhaal dat Jackson een concert (of zelfs meerdere concerten) heeft afgebroken omdat het publiek niet stil genoeg was.
In 2012 verschijnt de cd The Duke, waarop Jackson nummers van Duke Ellington interpreteert. Deze uitgave wordt gevolgd door een Europese tournee, waarbij "The Bigger Band" (met Regina Carter) drie keer in Nederland zal spelen, met als gast vocaliste de Braziliaans-Nederlandse zangeres Lílian Vieira van Zuco 103 die ook op het album The Duke meedoet. Net als Iggy Pop, gitarist Steve Vai en enkele oudgedienden als Sue Hadjopoulos, Vinnie Zummo en Tony Aiello.
In 2015 verschijnt een compleet nieuw album: Fast Forward. Opgebouwd uit 4 delen elk bestaand uit 4 songs welke in 4 verschillende steden. Respectievelijk in New York, Amsterdam, Berlijn en New Orleans. Met in elke stad een nieuwe bezetting van lokale muzikanten.
In januari 2019 verschijnt zijn album Fool met daarop acht nieuwe nummers. Kort daarna startte zijn wereldtournee "Four Decade Tour". In 2022 volgde de "Sing, You Sinners!" tour, waarbij hij begeleid door drie muzikanten optrad.
In het najaar van 2023 bracht hij het album What a Racket! (Mr. Joe Jackson Presents Max Champion in 'What a Racket!) uit. Het album bevat muziek uit het begin van de twintigste eeuw. Jackson kruipt in de rol van het fictief personage, Music Hall performer Max Champion. In 2024 volgt een tournee, "The Two Rounds of Racket" tour, in de Verenigde Staten en Europa, waaronder België en Nederland, bestaand uit een deel solo optreden en het tweede deel met negen muzikanten volledig in het historische thema van Max Champion.

## Discografie
| Jaar | Titel                                | Label                      |
| ---- | ------------------------------------ | -------------------------- |
| 1979 | Look Sharp!                          | A&M                        |
| 1979 | I'm the Man                          | A&M                        |
| 1980 | Beat Crazy                           | A&M                        |
| 1981 | Jumpin' Jive                         | A&M                        |
| 1982 | Night and Day                        | A&M                        |
| 1983 | Mike's Murder                        | A&M                        |
| 1984 | Body & Soul                          | A&M                        |
| 1986 | Big World                            | A&M                        |
| 1987 | Will Power                           | A&M                        |
| 1988 | Live 1980/86                         | A&M                        |
| 1988 | Tucker                               | A&M                        |
| 1989 | Blaze Of Glory                       | A&M                        |
| 1990 | Steppin'Out                          | A&M                        |
| 1991 | Laughter & Lust                      | Virgin                     |
| 1994 | Night Music                          | Virgin                     |
| 1997 | Heaven and Hell                      | Sony                       |
| 1999 | Symphony No. 1                       | Sony                       |
| 2000 | Summer in the City: Live in New York | Sony                       |
| 2000 | Night and Day II                     | Sony                       |
| 2001 | The Best of Joe Jackson              | Universal                  |
| 2002 | Two Rainy Nights                     | Great Big Island           |
| 2003 | Volume 4                             | Rykodisc                   |
| 2004 | Afterlife                            | Rykodisc                   |
| 2008 | Rain                                 | Rykodisc                   |
| 2012 | The Duke                             | Razor & Tie                |
| 2015 | Fast Forward                         | Sharp Practice Productions |
| 2019 | Fool                                 | EarMusic                   |
| 2023 | What a Racket!                       | EarMusic                   |

## Hitlijsten

### Albums
| Album met eventuele hitnotering(en) in de Nederlandse Album Top 100 | Datum van verschijnen | Datum van binnenkomst | Hoogste positie | Aantal weken | Opmerkingen          |
| ------------------------------------------------------------------- | --------------------- | --------------------- | --------------- | ------------ | -------------------- |
| Look Sharp!                                                         | 1978                  | 05-05-1979            | 36              | 7            |                      |
| I'm the Man                                                         | 1979                  | 03-11-1979            | 33              | 7            |                      |
| Beat Crazy                                                          | 1980                  | 25-10-1980            | 16              | 7            | als Joe Jackson Band |
| Night and day                                                       | 1982                  | 10-07-1982            | 2               | 44           |                      |
| Mike's Murder                                                       | 1983                  | 17-09-1983            | 16              | 10           | Soundtrack           |
| Body and Soul                                                       | 1984                  | 31-03-1984            | 2               | 29           |                      |
| Big World                                                           | 1986                  | 05-04-1986            | 2               | 23           | Livealbum            |
| Will Power                                                          | 1987                  | 09-05-1987            | 22              | 8            |                      |
| Live 1980/86                                                        | 1988                  | 07-05-1988            | 5               | 28           | Livealbum            |
| Tucker                                                              | 1988                  | 03-09-1988            | 82              | 3            | Soundtrack           |
| Blaze of Glory                                                      | 1989                  | 29-04-1989            | 8               | 18           |                      |
| Stepping Out - The Best of Joe Jackson                              | 1990                  | 22-09-1990            | 14              | 6            | Verzamelalbum        |
| Laughter & Lust                                                     | 1991                  | 11-05-1991            | 15              | 9            |                      |
| Night Music                                                         | 1994                  | 15-10-1994            | 64              | 3            |                      |
| Night And Day II                                                    | 2000                  | 18-11-2000            | 65              | 8            |                      |
| Volume 4                                                            | 2003                  | 22-03-2003            | 27              | 11           | als Joe Jackson Band |
| Afterlife                                                           | 2004                  | 08-05-2004            | 87              | 1            | als Joe Jackson Band |
| Rain                                                                | 25-01-2008            | 02-02-2008            | 12              | 9            |                      |
| Collected                                                           | 2010                  | 09-10-2010            | 48              | 1            | Verzamelalbum        |
| The Duke                                                            | 2012                  | 30-06-2012            | 21              | 3            |                      |
| Fast Forward                                                        | 2015                  | 10-10-2015            | 11              | 6            |                      |
| Fool                                                                | 2019                  | 26-01-2019            | 13              | 2            |                      |

| Album met hitnotering(en) in de Vlaamse Ultratop 200 albums | Datum van verschijnen | Datum van binnenkomst | Hoogste positie | Aantal weken | Opmerkingen          |
| ----------------------------------------------------------- | --------------------- | --------------------- | --------------- | ------------ | -------------------- |
| Volume 4                                                    | 2003                  | 29-03-2003            | 34              | 1            | als Joe Jackson Band |
| Rain                                                        | 2008                  | 02-02-2008            | 20              | 7            |                      |
| The Duke                                                    | 2012                  | 30-06-2012            | 70              | 13           |                      |
| Fast Foward                                                 | 2015                  | 10-10-2015            | 20              | 18           |                      |
| Fool                                                        | 2019                  | 26-01-2019            | 15              | 5            |                      |

### Singles
| Single met eventuele hitnotering(en) in de Nederlandse Top 40 | Datum van verschijnen | Datum van binnenkomst | Hoogste positie | Aantal weken | Opmerkingen                                                                     |
| ------------------------------------------------------------- | --------------------- | --------------------- | --------------- | ------------ | ------------------------------------------------------------------------------- |
| Is She Really Going Out with Him?                             | 1979                  | 14-04-1979            | tip9            | -            | #46 in de Nationale Hitparade                                                   |
| It's Different for Girls                                      | 1980                  | 09-02-1980            | tip6            | -            |                                                                                 |
| The Harder They Come                                          | 1980                  | 16-08-1980            | 35              | 5            | als Joe Jackson Band / #34 in de Nationale Hitparade / #34 in de TROS Top 50    |
| Real Men                                                      | 1982                  | 24-07-1982            | 15              | 7            | #17 in de Nationale Hitparade /#15 in de TROS Top 50                            |
| Steppin' Out                                                  | 1982                  | 13-11-1982            | tip12           | -            |                                                                                 |
| Happy Ending                                                  | 1984                  | 12-05-1984            | 34              | 4            | duet met Elaine Caswell / #19 in de Nationale Hitparade / #27 in de TROS Top 50 |
| Left of Center                                                | 1986                  | 03-05-1986            | tip7            | -            | met Suzanne Vega                                                                |
| Is She Really Going Out with Him? (live)                      | 1988                  | 13-08-1988            | 3               | 9            | #5 in de Nationale Hitparade Top 100                                            |
| (He's a) Shape in a Drape                                     | 1989                  | 18-03-1989            | 29              | 3            | #35 in de Nationale Hitparade Top 100                                           |
| Nineteen Forever                                              | 1989                  | 03-06-1989            | 27              | 3            | #44 in de Nationale Hitparade Top 100 / KRO Speciale Aanbieding Radio 3         |
| Stranger than Fiction                                         | 1991                  | -                     |                 |              | #71 in de Nationale Top 100                                                     |
| Stranger than You                                             | 2001                  | -                     |                 |              | #91 in de Mega Top 100                                                          |

| Single met hitnotering(en) in de Vlaamse Ultratop 50 | Datum van verschijnen | Datum van binnenkomst | Hoogste positie | Aantal weken | Opmerkingen |
| ---------------------------------------------------- | --------------------- | --------------------- | --------------- | ------------ | ----------- |
| Real Men                                             | 1982                  | 21-08-1982            | 25              | 6            |             |
| Is She Really Going Out with Him? (live)             | 1988                  | 03-09-1988            | 17              | 6            |             |
| (He's a) Shape in a Drape                            | 1989                  | 01-04-1989            | 30              | 3            |             |
| A Little Smile                                       | 2015                  | 22-08-2015            | tip42           | -            |             |
| Fabulously Absolute                                  | 2018                  | 27-10-2018            | tip             | -            |             |
| Friend Better                                        | 2019                  | 02-02-2019            | tip             | -            |             |

### NPO Radio 2 Top 2000
| Nummers met noteringen in de NPO Radio 2 Top 2000 | '99 | '00 | '01 | '02 | '03 | '04 | '05 | '06 | '07  | '08 | '09  | '10  | '11  | '12  | '13  | '14  | '15  | '16  | '17  | '18  | '19  | '20  | '21  | '22  | '23 | '24 |
| ------------------------------------------------- | --- | --- | --- | --- | --- | --- | --- | --- | ---- | --- | ---- | ---- | ---- | ---- | ---- | ---- | ---- | ---- | ---- | ---- | ---- | ---- | ---- | ---- | --- | --- |
| A Slow Song                                       | -   | -   | -   | -   | -   | -   | -   | -   | -    | -   | -    | -    | -    | -    | -    | -    | -    | 1965 | 1671 | 1783 | 1880 | -    | -    | -    | -   | -   |
| Be My Number Two                                  | -   | 548 | 566 | 521 | 515 | 435 | 482 | 530 | 678  | 524 | 555  | 584  | 764  | 467  | 503  | 557  | 556  | 710  | 602  | 733  | 659  | 819  | 784  | 897  | 970 | 954 |
| Happy Ending (met Elaine Caswell)                 | -   | -   | -   | -   | -   | -   | -   | -   | 1663 | -   | -    | 1788 | -    | 1780 | 1959 | 1900 | 1918 | -    | -    | -    | -    | -    | -    | -    | -   | -   |
| Is She Really Going Out with Him?                 | 492 | 351 | 407 | 391 | 191 | 285 | 398 | 324 | 514  | 345 | 391  | 366  | 487  | 474  | 468  | 439  | 505  | 553  | 588  | 518  | 605  | 596  | 596  | 703  | 721 | 874 |
| Real Men                                          | -   | 356 | 419 | 397 | 247 | 378 | 554 | 604 | 788  | 512 | 593  | 653  | 681  | 605  | 592  | 597  | 591  | 700  | 703  | 894  | 773  | 825  | 868  | 940  | 989 | 951 |
| Steppin' Out                                      | -   | -   | -   | -   | -   | -   | -   | -   | -    | -   | 1687 | -    | 1760 | 1330 | 1350 | 1404 | 1470 | 1795 | 1901 | 1898 | 1815 | 1991 | 1894 | 1934 | -   | -   |

1. ↑  Een '-' betekent dat het nummer niet was genoteerd en een vetgedrukt getal geeft de hoogste notering van een nummer aan.